# Клас складності NP
Клас складності NP (англ. Complexity class NP) — клас складності, до якого належать задачі, що можна розв'язати недетермінованими алгоритмами за поліноміальний час; тобто, недетермінованими алгоритмами в яких завжди існує шлях успішного обчислення за поліноміальний час відносно довжини вхідного рядка; очевидно, що {\displaystyle {\mathcal {P}}\subseteq {\mathcal {NP}}}.

## Формальне визначення
Мова {\displaystyle L} належить до класу NP (недетермінованих поліноміальних) якщо вона розпізнається недетермінованою машиною Тюрінга {\displaystyle M} з поліноміальною часовою складністю {\displaystyle T(n)}.

## Властивості
Оскільки кожна детермінована машина Тюринга може розглядатись як недетермінована, але без вибору варіантів кроків, то клас {\displaystyle {\mathcal {P}}} є підмножиною {\displaystyle {\mathcal {NP}}}. Однак до класу складності NP належить багато інших задач, належність яких до класу P не доведена.
Однією з найгостріших задач математики є з'ясування вірності тотожності {\displaystyle {\mathcal {P}}={\mathcal {NP}}}. Тобто, пошуку відповіді на питання, чи є правильним твердження, що будь-що, що виконує недетермінована машина Тюринга за поліноміальний час можна виконати на детермінованій машині за, можливо більший, поліноміальний час.

## Приклад задач
До задач класу складності NP належать:
- Розв'язність логічного виразу.
- Триколірне розфарбування графу.
- Побудова кліки з {\displaystyle k} вершин на неорієнтованому графі.
- Покриття множин: нехай задане сімейство {\displaystyle F} підмножин {\displaystyle E_{i}} деякої множини {\displaystyle E}; необхідно знайти підсемейство {\displaystyle G} із {\displaystyle F}, так, що:
{\displaystyle \cup _{F}E_{i}=\cup _{G}E_{i}}
- Розбиття множин: за попередніх умов, але, крім того, вимагається, щоб {\displaystyle E_{i}\cap E_{j}=\emptyset } (для довільних {\displaystyle E_{i},E_{j}} з {\displaystyle G}).
- Існування гамільтонового циклу на неорієнтованому графі.
- Задача пакування рюкзака: для змінних {\displaystyle x_{i}}, що приймають значення 0 та 1 розв'язати рівняння:
{\displaystyle \sum a_{j}x_{j}=b} де {\displaystyle a_{j}} та {\displaystyle b} — наперед задані цілі числа.
для загального випадку, ця задача є розв'язанням діофантового рівняння.
- Розбиття на дві частини: нехай дано {\displaystyle n} чисел {\displaystyle y_{i}} з {\displaystyle {\mathcal {N}}}, необхідно розбити на дві множини {\displaystyle I_{1}} та {\displaystyle I_{2}} що не перетинаються, так, щоб:
{\displaystyle \sum _{i\in I_{1}}y_{i}=\sum _{i\in I_{2}}y_{i}.}
- Задача комівояжера[4].